# Itaiúba
Itaiúba é um distrito do município brasileiro de Monte Aprazível, que integra a Região Metropolitana de São José do Rio Preto, no interior do estado de São Paulo.

## História

### Formação administrativa
- Distrito policial de Monte Douro, criado em 08/05/1936 no município de Monte Aprazível[3].
- Distrito criado pela Lei n° 233 de 24/12/1948, com o povoado de Monte Douro mais terras do distrito de Poloni[4][5].
- Pela Lei n° 2.456 de 30/12/1953 perdeu terras para a criação do distrito de Sebastianópolis do Sul[6].

## Geografia

### Demografia

#### População urbana
| Crescimento população urbana | Crescimento população urbana | Crescimento população urbana | Crescimento população urbana |
| Censo                        | Pop.                         |                              | %±                           |
| ---------------------------- | ---------------------------- | ---------------------------- | ---------------------------- |
| 1950                         | 328                          |                              | —                            |
| 1960                         | 262                          |                              | −20,1%                       |
| 1970                         | 206                          |                              | −21,4%                       |
| 1980                         | 225                          |                              | 9,2%                         |
| 1991                         | 251                          |                              | 11,6%                        |
| 2000                         | 261                          |                              | 4,0%                         |
| 2010                         | 244                          |                              | −6,5%                        |
| 2022                         | 203                          |                              | −16,8%                       |
| Fonte: IBGE e Fundação SEADE |                              |                              |                              |

#### População total
Pelo Censo 2010 (IBGE) a população total do distrito era de 508 habitantes.

### Área territorial
A área territorial do distrito é de 68,241 km².

### Rodovias
O principal acesso ao distrito é a Rodovia Feliciano Salles da Cunha (SP-310).

## Serviços públicos

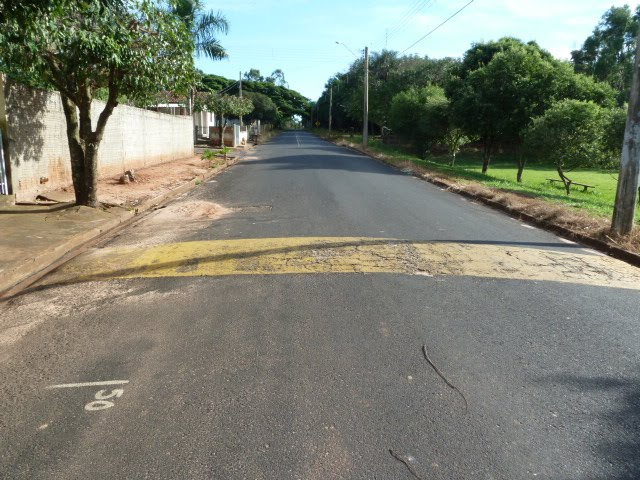
Aspecto local.

### Registro civil
Atualmente é feito na sede do município, pois o Cartório de Registro Civil das Pessoas Naturais do distrito foi extinto pelo  Tribunal de Justiça do Estado de São Paulo, e seu acervo foi recolhido ao cartório do distrito sede. Os primeiros registros dos eventos vitais realizados neste cartório são:
- Nascimento: 06/10/1952
- Casamento: 23/10/1952
- Óbito: 07/10/1952

### Saneamento
O serviço de abastecimento de água é feito pela Companhia de Saneamento Básico do Estado de São Paulo (SABESP).

### Energia
A responsável pelo abastecimento de energia elétrica é a CPFL Paulista, distribuidora do grupo CPFL Energia.

### Telecomunicações
O distrito era atendido pela Telecomunicações de São Paulo (TELESP), que inaugurou a central telefônica utilizada até os dias atuais. Em 1998 esta empresa foi vendida para a Telefônica, que em 2012 adotou a marca Vivo para suas operações.

## Religião
O Cristianismo se faz presente no distrito da seguinte forma:

### Igreja Católica
- A igreja faz parte da Diocese de São José do Rio Preto[20].